# علی جعفریان
علی جعفریان (زادهٔ ۱۳۱۵ در تهران - درگذشته ۱۳۹۲ شیراز) آهنگساز، رهبر ارکستر و نوازندهٔ ویولن بود.

## زندگی هنری
علی جعفریان در سال ۱۳۱۵ در تهران متولد شد. وی در سن ۱۲ سالگی بر اثر حادثه‌ای بینایی اش را به‌طور کامل از دست داد. در نتیجه از ابتدا در مدرسه نابینایان و به خط بریل شروع به تحصیل در رشته ادبی نمود و هم‌زمان به تحصیل در هنرستان موسیقی به مدیریت دکتر امیر جاهد و زیر نظر اساتیدی همچون حسینعلی وزیری‌تبار، جواد معروفی، منوچهر رشیدی، هوشنگ ظریف پرداخت و همچنین هم‌زمان دوره‌های ردیف‌های موسیقی ایرانی مکتب استاد ابوالحسن صبا را طی ۶ سال نزد حبیب‌الله بدیعی فرا گرفت. در سال ۱۳۴۸ در رشته ادبیات فارسی در دانشگاه شیراز پذیرفته شد و سال ۱۳۵۲ فارغ‌التحصیل گردید و در همان سال در موفق به قبولی در کارشناسی ارشد این رشته شد.
از آن جایی که از نوجوانی ذوق فراوانی برای آهنگسازی داشت، آنقدر بر روی این خواسته تلاش و همت کرد تا اینکه در سال ۱۳۴۵ اولین فعالیت خود در کسوت آهنگساز را با سه آهنگ در رادیو تلویزیون شروع کرد.
آثار وی پیش از انقلاب سال ۵۷ ایران به وسیلهٔ خوانندگانی همچون مرضیه، پوران، پروین، رؤیا، الهه و افسر شهیدی خوانده شده‌است. غالب آثار وی در پیش از انقلاب به وسیله مصطفی کسروی و فریدون شهبازیان برای ارکستر بزرگ با ساختار سازهای ملی تنظیم شده‌است. از وی تا سال ۱۳۵۶، تعداد ۲۶ اثر در کسوت آهنگساز در رادیو تلویزیون ملی ایران ضبط گردیده‌است.
وی در سال ۱۳۶۸ به عنوان آهنگساز برای تئاتر «حافظ خلوت نشین» به کارگردانی علی نقی رزاقی موسیقی ساخت. از دیگر فعالیت‌های این آهنگساز، رهبر ارکستر و نوازنده ویلن تشکیل دو ارکستر بزرگ در دانشگاه بود که این ارکسترها برنامه‌های مختلفی در سطح دانشگاه برگزار می‌کردند.
در سال ۱۳۷۵ با دعوت مجدد سازمان صدا و سیما، بار دیگر همکاری خود را با این سازمان ادامه داد که ماحصل این همکاری ساخت بیش از ۳۰ اثر می‌باشد که با صدای هنرمندانی همچون علیرضا افتخاری، حسام الدین سراج، بهرام حصیری، سالار عقیلی، علیرضا قربانی و بهرام گودرزی اجرا شده‌است. تمامی این آثار توسط همایون رحیمیان برای ارکستر بزرگ تنظیم شده‌است. همچنین، شاعرانی همچون: فریدون مشیری، بیژن ترقی، مشفق کاشانی، اکبر آزاد، محمدعلی بهمنی در این آثار به عنوان ترانه‌سرا همکاری داشته‌اند. معروف‌ترین اثر جعفریان آلبوم «افسانه» با صدای علیرضا افتخاری و تنظیم همایون رحیمیان بود. این آلبوم بر مبنای موسیقی ایرانی با همراهی ارکستر سمفونیک بود.
از اجراهای صحنه‌ای علی جعفریان می‌توان به دو کنسرت همنوازی ویلن و پیانو در آبان‌ماه ۱۳۷۰ و اردیبهشت ماه ۱۳۷۱به همراه «جواد معروفی» در تالارهای اقبال لاهوری و فجر دانشگاه شیراز اشاره نمود. ایشان در سال ۱۳۷۵ موفق به دریافت دیپلم افتخار از وزارت امور خارجه مکزیک به پاس همکاری‌های هنری شد.
او در سال ۱۳۷۹ در اولین جشنواره موسیقی معلولان سراسر کشور به دبیری کامبیز روشن روان به مقام اول نوازندگی دست یافت. در سال ۱۳۷۸ به عنوان هنرمند برگزیده بنیاد دکتر محمد خزائلی معرفی گردید. وی از سال ۱۳۷۶ ارکستری به نام «ارکستر مجلسی بانوان فارس» تشکیل داد. این ارکستر موفق به دریافت جایزه اول جشنواره موسیقی گل یاس در سال‌های ۱۳۸۰ و ۱۳۸۱ گردید. در سال ۱۳۸۲ در مراسم اختتامیه جشنواره بین‌المللی موسیقی فجر از وی به پاس اهتمام در تشکیل ارکستر تجلیل به عمل آمد و لوح زرین جشنواره به وی اهدا گردید. کمیسیون ارزشیابی هنرمندان وزارت فرهنگ و ارشاد اسلامی در سال ۱۳۸۳ به وی مدرک درجه ۱ هنری در آهنگسازی اهدا نمود.
دو اثر از وی به نام‌های «قصه شمع» و «آهو» با تنظیم شهرام توکلی و به رهبری استاد فرهاد فخرالدینی در سال ۱۳۸۳در تالار وحدت تهران اجرا گردید. وی از سال ۱۳۵۲ تا ۱۳۸۲ مدیر امور فوق برنامه دانشگاه‌های شیراز و علوم پزشکی شیراز بود و طی این سال‌ها به تدریس دروسی همچون سلفژ و تئوری، آموزش ساز و سایر آموزش‌های هنری به دانشجویان پرداخت.
از آثار منتشر شده‌ی وی می‌توان به آلبوم «افسانه» و آهنگ «قصه شمع» با صدای علیرضا افتخاری اشاره نمود. آخرین اثر وی «تا همیشه» با صدای سالار عقیلی نام دارد.

## درگذشت
علی جعفریان در ۹ شهریور سال ۱۳۹۲ به علت ایست قلبی در حین عمل جراحی قلب در بیمارستان قلب شیراز درگذشت  و در تاریخ ۱۳ شهریور ۱۳۹۲ پس از تشییع پیکر از مقابل تالار وحدت تهران، در قطعه هنرمندان بهشت زهرا تهران به خاک سپرده شد. 